# Suncar
Suncar SARL, später Kamouh International France, war ein französischer Hersteller von Automobilen.

## Unternehmensgeschichte
Das Unternehmen Suncar SARL aus Annecy begann 1979 mit der Produktion von Automobilen. Die Markennamen lauteten Suncar, Sun Car und SunCar. 1984 übernahm Kamouh International France aus Clermont-Ferrand die Produktion. 1986 endete die Produktion.

## Fahrzeuge
Das Modell Arpège hatte eine offene, zweisitzige Karosserie im Stile der 1930er Jahre. Das Fahrzeug basierte auf dem auf 278 cm verlängerten Fahrgestell des Renault 5 und war mit dem Vierzylindermotor des Renault 5 TS ausgestattet, der 64 PS leistete. Die Fahrzeuglänge betrug 415 cm, die Breite 150 cm und die Höhe 129 cm. Eine geschlossene Kastenwagenvariante wurde mit Arpège Camionette bezeichnet. Der Suncar Arpège wurde von 1980 bis 1986 in einer Auflage von 150 Exemplaren gebaut.
Auf dem Fahrgestell des Renault 4 aufbauend gab es zudem den offenen, dem Renault Rodeo ähnlichen Charade. Das Fahrzeug wurde von einem Vierzylindermotor mit 1108 cm³ und 24,5 kW angetrieben und erreichte eine Höchstgeschwindigkeit von 110 km/h.